# 平ダム
平ダム（たいらダム）は、長野県東筑摩郡生坂村と長野市大岡（旧・更級郡大岡村）との境、信濃川水系犀川に建設されたダム。高さ19.5メートルの重力式コンクリートダムで、東京電力リニューアブルパワーの発電用ダムである。同社の水力発電所・平発電所に送水し、最大1万5600キロワットの電力を発生する。

## 歴史
戦後、松本盆地から長野盆地へと流れる犀川における水力発電事業として水内ダムおよび水内発電所を継承した東京電力は、1954年（昭和29年）に水内ダム下流で笹平ダム・小田切ダムを完成させた。同年、水内ダム上流でも水力発電所ならびにダム新設に向け水利権を取得した東京電力は、1955年（昭和30年）より平ダム・平発電所の建設に着手。完成した平発電所は1957年（昭和32年）11月11日より運転を開始した。
完成当時の平発電所は発電所内に運転員が常駐する有人発電所であったが、1964年（昭和39年）の生坂ダム・生坂発電所完成を期に無人化され、生坂発電所からの遠隔操作にて運転されるようになった。現在では長野市信州新町にある犀川総合制御所より平発電所を含む犀川5発電所を遠隔操作している。

## 周辺
平ダムは水内ダムと生坂ダムとの中間に位置し、ダム左岸を国道19号が通過している。直近には生坂村営バス「平発電所前」バス停があり、JR篠ノ井線・明科駅から40分間程度である。ダム直下流に架けられた橋の上からは、5門ある巨大な水門が支配する平ダムの全景を見ることができる。右岸には平発電所がある。
平ダム上流は山清路と呼ばれる名勝で、穏やかな流れの水面に険しい山々が映える。ここでは麻績村や筑北村から流れる麻績川や、大町市美麻・八坂（旧・北安曇郡美麻村・八坂村）から流れる金熊川が犀川に合流しているほか、昭和電工の水力発電所・広津発電所を通じて青木湖や高瀬川渓谷からの水も注いでいる。国道19号と長野県道55号大町麻績インター千曲線とが交差する交通の要衝でもあり、平ダムから筑北村方面に向かって進むと、麻績川が形成する渓谷・差切峡を経て長野自動車道・麻績インターチェンジに至る。

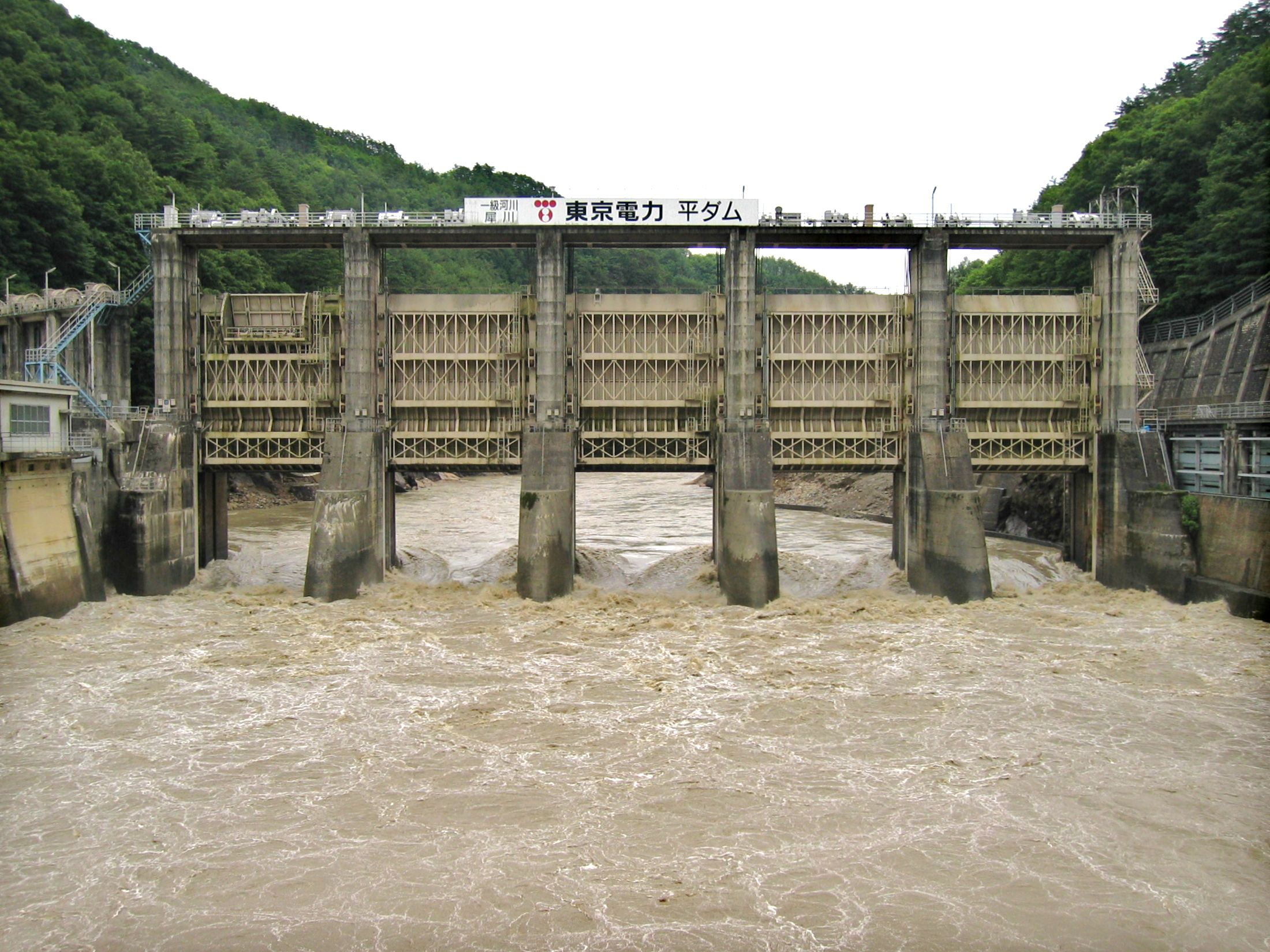
放流中の平ダム （平成18年7月豪雨）

## 諸問題
2007年（平成19年）3月14日、東京電力は平発電所において河川から不当に水を取り入れ、飲料水や発電用水車の冷却水などに利用していた事実を明らかにした。河川から発電目的以外の水を取り入れる許可は1956年（昭和31年）7月16日に得ていたが、1959年（昭和34年）3月31日をもって失効したにもかかわらず、更新手続きがなされないまま以後発覚に至るまで取水を行っていたというものである。